# LK Zug Handball
Dernière mise à jour : 31 juillet 2016.
Le LK Zug Handball est un club suisse féminin de handball basé à Zoug.
En 2013, l'équipe remporte le championnat de Suisse.

## Palmarès
compétitions nationales
- vainqueur du championnat de Suisse (4) en 2010, 2013, 2014 et 2015
- vainqueur de la Coupe de Suisse (2) en 2014 et 2015

## Anciennes joueuses
- Daphne Gautschi